# Страна Чудес без тормозов и Конец Света
«Страна Чудес без тормозов и Конец Света» (яп. 世界の終りとハードボイルド・ワンダーランド Сэкай но овари то ха:добойрудо ванда:рандо) — роман японского писателя Харуки Мураками, опубликованный в 1985 году. Автор перевода на русский язык — Дмитрий Коваленин.

## Краткое описание сюжета
В романе присутствуют две параллельные сюжетные линии, которые, как кажется сначала, ничем не связаны.
В нечётных главах романа «Страна чудес без тормозов» действие разворачивается вокруг загадочной личности, обладающей уникальной способностью использовать своё подсознание как ключ к системам шифрования и обработки данных. Сюжет развивается в окружении, напоминающем современную Японию.
Чётные главы романа («Конец света») повествуют о городе, окружённом высокими стенами, которые мешают людям покидать его. Жители города не имеют теней, а новоприбывшим их отрезают. Рассказчик получает работу в библиотеке. Эта работа заключается в том, что он должен «читать старые сны», которые находятся в черепах умерших единорогов. В последних главах романа две сюжетные линии сплетаются воедино.
Роман «Страна чудес без тормозов и конец света» затрагивает такие темы, как сознание и подсознание, концепции личности. По словам Сергея Костырко, «повествование строится одновременно по законам антиутопии и фэнтези».